# Kassám (raketa)

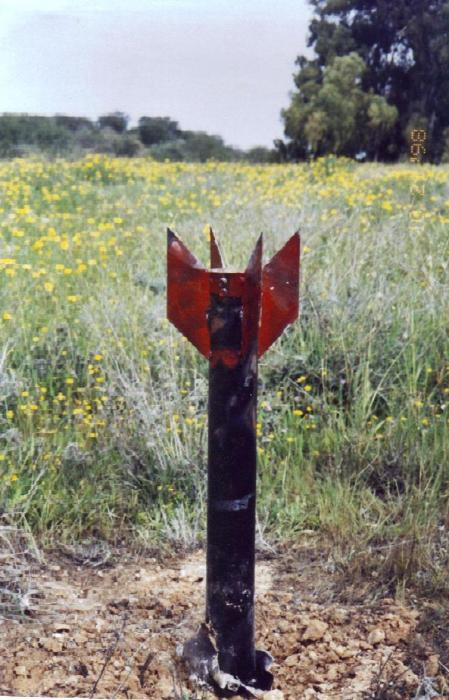
Raketa Kassám po dopadu u izraelského kibucu Nir-Am

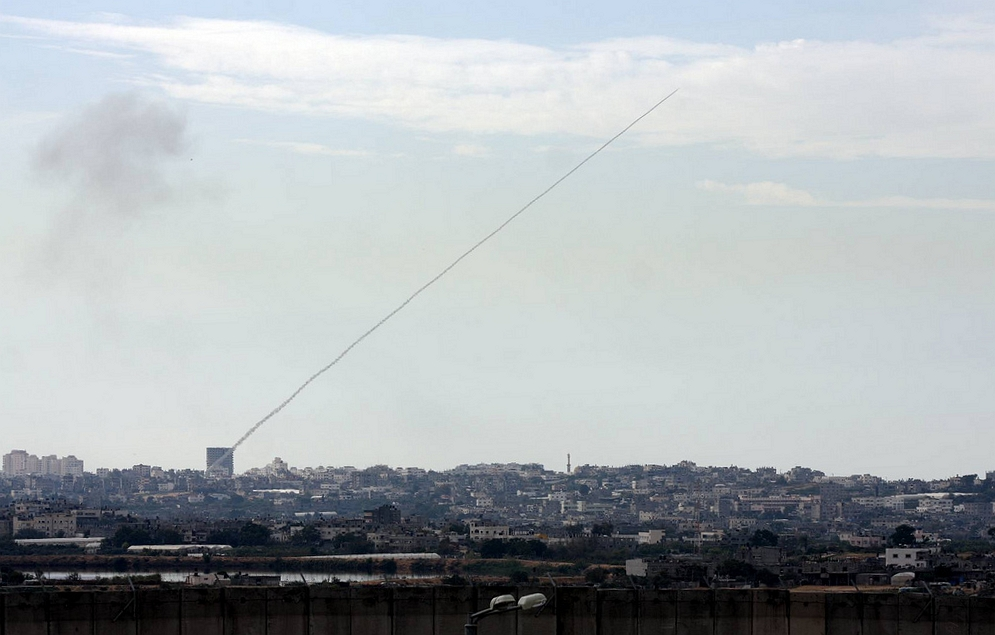
Raketa Kasám odpálená z obydlené oblasti Pásma Gazy letí přes hranici do jižního Izraele

Raketa Kassám (arabsky صاروخ القسام Ṣārūkh al-Qassām) je jednoduchá ocelová dělostřelecká raketa, kterou vyvinulo a používá ozbrojené křídlo palestinské militantní fundamentalistické organizace Hamás Brigády Izz ad-Dína al-Kassáma. V letech 2001–2011 byly vyrobeny a používány celkem tři modely rakety Kassám.
Izraelské i zahraniční sdělovací prostředky běžně označují všechny typy raket vypálených na jižní Izrael včetně raket al-Kuds používaných Palestinským islámským džihádem za Kassámy.

## Historie
Výroba těchto raket začala v září 2001 po vypuknutí Druhé intifády. První Kassám, model Kassám 1, byl vypuštěn v říjnu 2001. Proti izraelskému osídlení v pásmu Gazy byly první rakety vypáleny v 10. února 2002. Jedna z nich dopadla na kibuc Sa'ad. Izraelské město zasáhl Kassám poprvé 5. března 2002, když dvě rakety dopadly na město Sderot. Některé rakety dopadly až do okrajových částí Aškelonu. Od počátku těchto útoků v roce 2001 do konce prosince 2008 bylo palestinskými raketami zabito celkem 15 lidí.

## Popis
Konstrukce neřízené rakety Kassám je velmi jednoduchá. Jedná se vlastně o kovový válec o průměru 60, 150 či 200 mm a délce 790, 1800 či 2200 mm s přivařenými stabilizačními křidélky v zadní části. Maximální dosah verze Kassám 1 je asi 3–4,5 km, přičemž nese bojovou hlavici s výbušninami o hmotnosti 5 kg. Kassám 2 je větší, má dosah až 12 km a může nést 10 kg výbušnin. Největší z těchto raket, Kassám 3 má maximální dolet 20 km, přičemž unese až 20kilogramovou nálož.
Tato jednoduchá zbraň se dá vyrábět doslova „na koleně“. Svému účelu však plně vyhovuje.
|                   | Kassám 1 | Kassám 2 | Kassám 3    |
| ----------------- | -------- | -------- | ----------- |
| délka             | 79 cm    | 180 cm   | přes 220 cm |
| průměr            | 6 cm     | 15 cm    | 20 cm       |
| hmotnost          | 15 kg    | 40 kg    | 100 kg      |
| množství výbušnin | 5 kg     | 10 kg    | 20 kg       |
| maximální dolet   | 5 km     | 12 km    | 20 km       |